# Авраамій (Флоринський)
Авраамій (в миру Андрій Флоринський; *1720, Великі Сорочинці — †30 квітня 1797, Ростов) — релігійний діяч. Ректор Владимирської духовної семінарії на Московщині. Викладач, письменник, архімандрит.

## Біографія
Вищу освіту здобув у Києво-Могилянській академії у 1740-х pp. У 1753 прийняв чернечий постриг. Був префектом і викладачем філософії у Києво-Могилянській академії (1757/1758 навчальний рік).
Архімандрит Віленського Святодухівського (1758–1762).
У 1762 році архімандрит був призначений ректором Владимирської духовної семінарії. Служив архімандритом в монастирях Владімірському Царьов-Костянтиновом (1762-1773); Ростовському Борисоглібському (1773-1775); Ростовському Богоявленському (1775-1786); і Ростовському Іаковлевському Ставропігійному (з 9 лютого 1786) де і помер 30 квітня 1797.
Флоринський переклав твір Івана Золотоустого «Беседи на Євангеліє от Матвея и от Іоанна». Автор твору «Слово на память св. Дмитрия».